# 南美星鯊
南美星鲨（学名：Mustelus mento），又稱南美貂鯊，為軟骨魚綱真鯊目皺唇鯊科星鯊屬的一種，被IUCN列為極危保育類動物，分布於東太平洋秘魯至智利南部，包括加拉巴哥群島海域，深度16至50公尺，本魚體延長，頭部扁、吻鈍，小眼睛，具臼齒狀牙齒，背鰭的後緣有小而尖的突起，胸鰭很大，腹鰭中等大小，尾柄短，尾鰭下葉窄且稍彎曲，體上部為灰色或灰褐色，下部較淺，佈滿白色斑點，幼魚則有黑色條紋，體長最大可達141公分，棲息在大陸棚底層水域，屬肉食性，卵胎生，雌魚一次可產7尾幼魚，生活習性不明，為高經濟價值的食用魚，在產地漁業中被稱為「tollo」，由漁民使用刺網捕獲。智利的捕撈量在1989年達到最高，約為1300噸，但此後，由於魚類資源減少，每年減少到不到200噸。

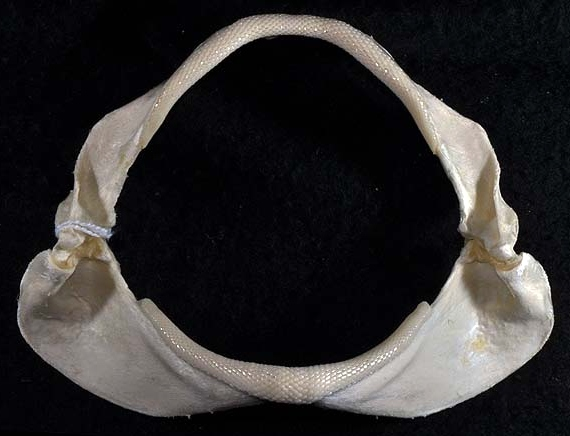
上下頷
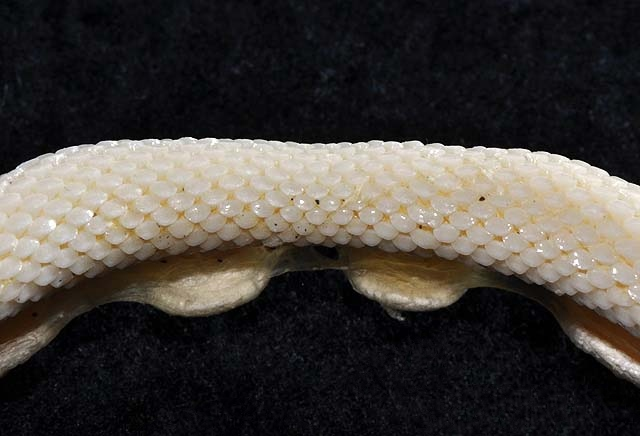
上排牙齒
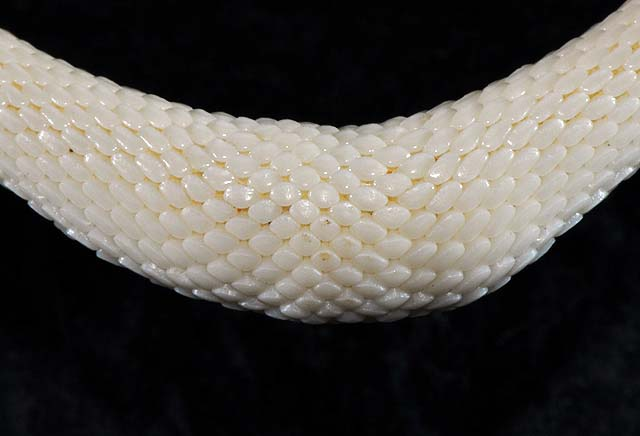
下排牙齒